# Traquet de Somalie
Oenanthe heuglini
Espèce
Statut de conservation UICN

 LC  : Préoccupation mineure
Le Traquet de Somalie (Oenanthe phillipsi) est une espèce d'oiseaux de la famille des Muscicapidae.
Son aire de répartition s'étend à travers l'Est de la corne de l'Afrique.